# Cidades em Transição
Cidades em Transição (também conhecido como Rede de Transição ou Movimento da Transição) é a designação de um movimento social baseado nos princípios da permacultura aplicados a uma comunidade. Esse movimento foi criado por Rob Hopikins em Totnes no Reino Unido no ano de 2006, a partir do movimento as comunidades criam hortas urbanas, tem projetos de energia sustentável e de consumo consciente com o objetivo de promover a sustentabilidade pensando em um futuro com menos uso de combustíveis fósseis

## História
Este movimento foi iniciado pelo professor universitário Rob Hopkins. Formado em planejamento urbano, Hopkins tinha grande  interesse na permacultura, tópico que lhe foi apresentado no início dos anos 90 quando viajou para Índia. No início do milênio, preocupados com o cenário de mudança climática e dependencia de combustíveis fósseis, Hopkins e seus alunos construiram um plano utilizando os princípios da permacultua para que a sua cidade, Kinsale, na Irlanda, fosse menos dependente de combustíveis fósseis e mais resiliente. Em 2005 o plano de gestão elaborado pelo grupo foi publicado e pessoas do mundo inteiro começaram a entrar em contato interessados em conhecer mais a proposta.
Em 2006, Rob Hopkins mudou-se para Totnes, em Devon na Inglaterra, onde o movimento oficialmente se iniciou. Beneficiada pela proximidade ao Schumacher  College, um  instituto  de  estudos  pós-graduados  em  "Aprendizagem transformativa para uma vida sustentável" , e  das particularidades da  comunidade, essa cidade se tornou referencia do movimento, aplicando os pricípios da permacultura de maneira comunitária e chegando a criar uma moeda própria, a Libra de Totnes. A partir desse desenvolvimento, o movimento incentivou à apropriação do conceito "transition town" – iniciativas de transição – por outras comunidades vizinhas e pelo mundo.
O movimento chegou ao Brasil em 2009 e em Portugal em 2010. Hoje já são mais de uma centena cidades, bairros em todos os continentes convertidas a esse projeto global. 

## Génese
O ponto de partida do movimento de transição, pode ser entendido de duas perspectivas distintas, que devem ser consideradas em simultâneo:
1. É  um  movimento  reactivo,  enquanto  resposta  comunitária,  da  sociedade  civil,  ao reconhecimento  da  urgência  de  acção  sobre  duas  condições  essenciais  que  têm  e terão impactos estruturais a curto-prazo na nossa organização sócio-económica e nos nossos modos de vida – o início do fim dos combustíveis fósseis baratos e o impacto humano nas alterações climáticas da Terra.
2. É um movimento pró-activo e catalisador, por procurar um paradigma e uma visão de prosperidade alternativas, diferentes do que tem sido habitual nas últimas décadas, e que  incide  sobretudo  na  acção  ao  nível  local, dentro  das  comunidades,  como  parte possível e desejável da acção necessária para responder aos desafios que se põem ao nosso futuro próximo. Uma visão que passa por dois conceitos-chave: "a resiliência comunitária e a localização".

## 12 passos para a transição
Para orientar cidades interessadas em aderir, Rob Hopkins, o grande teórico e criador do movimento, organizou "Os 12 passos para a Transição" e apresentou-os no seu livro "The Transition Hand Book" ("Livro de Bolso da Transição", numa tradução livre).
São eles:
1. Formar grupos na sociedade para discutir possíveis ações para diminuir o consumo de energia na sociedade.

Preparar a sociedade em geral para falar das consequências do fim da era do petróleo barato e sobre aquecimento global. Isso para chamar a atenção das pessoas sobre esses temas, do pico do petróleo e da mudança climática, e assim levá-las a começar a pensar em soluções para uma redução da pegada de carbono e um incremento da autossustentabilidade. Daí ser relevante abordar vários assuntos que se refletem com eles, tais como: a importação de alimentos, o transporte, a energia, a educação, a moeda local e o urbanismo.

É importante que o sucesso coletivo seja colocado acima dos interesses pessoais. Deve haver um representante para cada grupo.
2. Identificar possíveis alianças e construir redes de contacto, na Internet e fora dela;
3. Incorporar ideias de outras organizações e iniciativas já existentes.

Há que agir como um catalisador que leva a comunidade a explorar soluções e a pensar sobre estratégias de mitigação, a partir das bases instaladas localmente;
4. Organizar o lançamento do movimento. Isso pode ocorrer entre seis meses e um ano após o passo número um.

Com o amadurecimento do projeto, há que o levar para dentro da comunidade, para criar um ritmo que empurra sua iniciativa para diante em direção a um novo período de trabalho e comemora o desejo da comunidade de entrar em ação;
5. Formar subgrupos de trabalho que vão olhar para suas regiões específicas e imaginar como a sociedade pode se tornar auto-suficiente e capaz de suportar choques externos, como a falta do petróleo.

É fundamental estabelecer alguns grupos menores para se concentrar em aspectos específicos do processo. Cada um desses grupos vai desenvolver seus próprios meios de trabalhar e suas próprias atividades, mas estarão todos sob o guarda-chuva do projeto como um todo;
6. Fazer eventos em espaços abertos.

É importante que a sociedade perceba o movimento e queira fazer parte dele[8];
7. Realizar atividades que requerem ação benéfica para a comunidade.

Há que evitar qualquer impressão de que o projeto é apenas um clube de discussões, em que as pessoas se sentam e fazem listas de desejos. Precisa, desde o início, começar a criar manifestações práticas, bastante visíveis para a melhoria da qualidade de vida das pessoas no espaço vizinho circundante;
8. Recuperar a hábitos perdidos como fazer encontros comunitários, cozinhar, fazer jardinagem, cultivar hortas e andar a pé ou de bicicleta.
9. Construir bom relacionamento com governo local, cultivar uma relação positiva e produtiva com as autoridades locais;
10. Escutar e relacionar-se com os mais velhos.

As pessoas que viveram entre 1930 e 1960, época em que o petróleo ainda não era tão importante, podem ter muito a ensinar.
É preciso recuperar muitas das habilidades que eram comuns à época de nossos avós. Uma das coisas mais úteis que uma Iniciativa de Transição pode fazer é reverter a “grande descapacitação” dos últimos 40 anos oferecendo treinamento para uma ampla variedade dessas habilidades;
11. Não manipular o processo de transição para essa ou aquela tendência.

O papel do movimento não é levar todas as respostas, mas deixar que a população encontre meios para a transição. O movimento deve ser um grande catalisador de ideias.
O talento coletivo da comunidade levará ao surgimento de soluções plausíveis, práticas e engenhosas;
12. Criar um plano de ação para reduzir o consumo de energia da cidade.

Este deve ser presentado internamente, antes de colocá-lo em prática, interligando-o com o todo.